# Геологічні запаси
Геологічні запаси (рос.геологические запасы, англ. geological reserves, нім. geologische Vorräte m pl) – запаси корисних копалин, оцінені за їх станом в надрах, без урахування втрат і розубожування мінеральної сировини. 
Геологічні запаси розділяють на розвідані (категорії А, В, С1) і перспективні (категорія С2). 
Крім того, в межах басейнів, великих регіонів, рудних вузлів проводять оцінку прогнозних ресурсів корисних копалин. 
За господарським значенням розвідані геологічні запаси розділяють на 
- балансові
- забалансові запаси корисних копалин.